# Retuerta del Bullaque (Meteorit)
Retuerta del Bullaque ist der offizielle Name eines Eisenmeteoriten, der 1980 etwa 1,5 Kilometer entfernt von dem gleichnamigen Ort in der spanischen Provinz Ciudad Real, nahe der Nordgrenze des Cabañeros-Nationalparks gefunden wurde. Es handelt sich um einen Meteoriten aus der Hauptgruppe der komplexen Eisenmeteorite (Klassifizierung IAB-MG). Der Meteorit ist 45 × 31 × 20 Zentimeter groß und hat eine Masse von rund 100 Kilogramm (ursprünglich in einem Stück). Der Hauptteil hat eine Masse von 98 Kilogramm. Hinzu kommen eine Probe von 1278 Gramm, zwei Fragmente von 388 und 50 Gramm und drei polierte Teilstücke, die sich beim Instituto Geológico y Minero de España (IGME, Geological and Mining Institute of Spain) in Madrid befinden.

## Geschichte
Der Meteorit ging in prähistorischer Zeit nieder (mittleres bis oberes Pleistozän), wahrscheinlich bereits vor der Bildung des heutigen Gewässernetzes. Der Verwertung als Meteoreisen entging er, weil er im Boden verborgen war, bis er durch Feldarbeiten an die Oberfläche kam.
Gefunden wurde er 1980 von Faustino Asensio López auf einer landwirtschaftlich genutzten Fläche. Einen Krater fand Asensio López nicht, jedoch bemerkte er die ungewöhnliche Dichte. Die Familie hielt den Meteoriten ursprünglich für Militärschrott. Sie sammelte ihn auf, und nachdem er über fünfzehn Jahre lang auf dem Hof der Familie gelegen hatte, wo er für verschiedene häusliche Zwecke eingesetzt wurde, verwendete man ihn jahrelang zum Schinkenpressen. Ein Fernsehbericht über einen Meteor über Spanien am 28. Februar 2011 brachte Asensio López auf die Idee, der Stein könnte außerirdischen Ursprungs sein. Im Verlauf des Jahres wandte er sich an Juan Carlos Gutiérrez-Marco vom Instituto de Geociencias del CSIC (IGEO) und Rafael P. Lozano y Jesús Reyes (IGME). Die ersten Analysen des IGEO, die äußere Gestalt und die hohe Dichte bestätigten den Fund als Eisenmeteorit. Die offizielle Bestätigung erfolgte zum 1. Januar 2013. Die Hauptmasse von 98 Kilogramm befindet sich nach wie vor im Besitz des Finders und seiner Brüder.
Das Probenstück sowie eine Nachbildung des Meteoriten werden seit 27. März 2013 im Museo Geominero in Madrid ausgestellt.

## Eigenschaften

### Gestalt
Die Größe beträgt 45 × 31 × 20 cm, die Masse rund 100 kg. Er ist von unregelmäßiger, etwas rechteckiger Gestalt, mit zahlreichen konkaven Vertiefungen und  mäßigen Verwitterungsspuren irdischer Herkunft auf der Originaloberfläche.

### Chemische Zusammensetzung
Nach Lozano y Jesús Reyes vom IGME enthält der Meteorit 7,527 Gewichts-% Nickel, 0,475 Gewichts-% Kobalt (ICP-AES-Daten), 365 ppm Germanium, 68,9 ppm Gallium, 13,7 ppm Arsen, 1,95 ppm Iridium, 1,695 ppm Gold und 0,95 ppm Wolfram.

### Petrografie
Die petrografischen Eigenschaften wurden von Lozano y Jesús Reyes und Gutiérrez-Marco bestimmt. Auf zwei angeätzten Proben von 77,7 und 41,1 cm2 fanden sich Widmanstätten-Strukturen mit einer Lamellenbreite von 2,0±0,3 mm sowie reichlich Cohenit-Lamellen (9,5 % der Gesamtfläche). Die Widmanstätten-Strukturen werden unregelmäßig begrenzt von Schreibersit und sind eingehüllt in Kamacit. Des Weiteren findet sich Taenit in Lamellen von 0,02–0,3 mm Breite. Diese liegen entlang Kamecit und zwischen Kamecit-Bändern von 0,3–4 mm Maximalbreite (perlitisches Plessit). Ebenso finden sich zahlreiche Kamacit-Körner, die polygonale Bereiche mit deutlichen Neumannschen Linien ohne Cohenit bilden.
Die größeren Teilstücke zeigen acht Grafit-FeS-Knötchen mit einer Maximalgröße von 5–12 mm, welche unregelmäßig begrenzt sind und im Zentralbereich der polygonalen Kamacit-Bereiche liegen. Sämtliche Knötchen haben einen Rand von 1–3 mm Breite aus Schreibersit und Cohenit.

### Klassifikation
Lozano  y Jesús Reyes bestimmte den Meteoriten als Eisenmeteorit vom Typ grober Oktaedrit, Klasse IAB komplex (MG), reich an Cohenit mit mäßigen Verwitterungsspuren.

## Bedeutung
Retuerta del Bullaque ist der vierte Eisenmeteorit, der in Spanien gefunden wurde, nach Quesa (Valencia, 1898), Colomera (Granada, 1912) und Zaragoza (Saragossa, nach 1950). Er ist der dritte bestätigte Meteorit in der autonomen Gemeinschaft Kastilien-La Mancha und der 29. in Spanien. Weltweit ist er der 84. bestätigte Meteorit der Klasse IAB-MG.